# Welf VI
 Welf VI  (né en 1115 et mort à Memmingen 15 décembre 1191) est un noble germanique, duc de Spolète de 1152 à 1160 et de 1167 à 1171, et marquis de Toscane de 1152 à 1171.

## Origine
Welf VI est le troisième fils d'Henri IX de Bavière et de Wulfhilde de Saxe. C'est un membre de l'illustre famille des Welfs (Guelfes).

## Relations familiales
Welf hérite des possessions familiales en Souabe, y compris les comtés d'Altdorf et de Ravensburg, tandis que son frère aîné Henri X de Bavière détient le duché de Bavière et son second frère Conrad entre en religion. Welf a également pour sœur Judith de Bavière, par laquelle il est l'oncle de Frédéric Barberousse. Le neveu n'est le cadet de son oncle que d'environ sept années.
Son frère Henri lui donne comme épouse Uta, la fille de Gottfried de Calw, comte palatin du Rhin. À la mort de Gottfried en 1131, un litige éclate pour sa succession entre Adalbert, le neveu de Gottfried, et Welf sur l'héritage de Calw.

## Guelfes et Gibelins
Après la mort de l'empereur Lothaire III du Saint-Empire, son gendre et héritier Henri X de Bavière veut garder à la fois le duché de Bavière et le duché de Saxe. Ce cumul d'Honores est jugé inadmissible par le nouvel empereur Conrad III, oncle paternel de Frédéric. La guerre entre les Guelfes et gibelins commence cette année-là. Lorsque, après la mort d'Henri le 20 octobre 1139, l'empereur Conrad confisque le duché de Bavière pour l'attribuer à Léopold de Babenberg, Welf rejoint le parti du jeune fils de son frère, Henri le Lion, qui refuse cette spoliation. Mais il subit une défaite lors de la prise de Weinsberg en 1140.
La paix est rétablie par la conférence de Francfort le 19 avril 1142 et Welf accompagne Conrad lors de la seconde croisade décidée lors de la diète de Ratisbonne en février 1147. Il prend part à la bataille de Dorylée le 25 octobre 1147, où les Croisés allemands sont écrasés. Après l'échec final de l'entreprise, alors que Conrad III conclut un accord avec Manuel Ier Comnène contre le roi Roger II de Sicile, Welf revient directement dans ses États italiens par mer et n'hésite pas à s'allier aux Normands du sud de la péninsule. L'empereur inflige à Welf une lourde défaite à Flochberg près de Nördlingen en février 1150. Welf fait la paix avec Conrad en 1151.
L'année suivant les Welfs et les Hohenstaufen sont en paix, et le neveu de Welf, Frédéric Barberousse, est élu roi des Romains. En octobre 1152, à Wurtzbourg, en remerciement du soutien apporté par Welf lors de son élection en tant qu'empereur, Frédéric investit Welf du duché de Spolète et du marquisat de Toscane, domaines italiens issus de l'héritage de la comtesse Mathilde de Toscane. En 1156 Welf rend le duché de Bavière à son neveu Henri le Lion. Au début de la décennie 1160, une querelle éclate entre Welf, son fils Welf VII et Hugues de Tübingen, comte palatin de Souabe. Elle est réglée lorsque l'empereur se range du côté des Welfs.
Son fils unique et héritier, Welf VII, meurt du paludisme à Sienne en 1167 alors qu'il menait compagne aux côtés avec l'empereur Frédéric Barberousse contre le pape Alexandre III. Henri le Lion réclame l'expectative de l'héritage de tous les domaines de Welf. Ce dernier, à court d'argent, réclame en contrepartie le versement d'une forte somme d'argent qu'Henri ne lui consent que pour ses domaines allemands. Welf choisit donc de céder progressivement ses États italiens à l'empereur. Il demeure responsable de ses duchés italiens jusqu'en 1171, bien que Christian Ier von Buch, l'archevêque de Mayence, y exerce la fonction de vicaire impérial.
Le conflit éclate entre Henri le Lion et Frédéric Barberousse lors d'une nouvelle campagne en Lombardie en 1175. L'empereur décide en 1180 de mettre Henri Le Lion au ban de l'Empire et de le priver de tous ses biens, y compris ceux qu'il a achetés à Welf. Ces derniers sont rendus à Welf, qui, à sa mort, désigne comme héritier un des fils de Barberousse, Conrad II de Souabe. C'est ainsi que tous les domaines souabes de Welf passent aux Hohenstaufen, descendants de Judith de Bavière, la sœur de Welf. La lignée masculine des Welfs, issue d'Henri le Lion, ne conserve que le patrimoine hérité des Billung dans le Nord de l'Allemagne. Welf VI meurt en 1191. Il est inhumé dans le monastère de Steingaden qu'il avait fondé en 1147.

## Union et postérité
Weld épouse avant 1133 Uta de Calw (morte en 1196), duchesse de Schauenburg, fille de  
Gottfried Ier, comte palatin du Rhin, et de son épouse Liutgarde de Zähringen, dont un fils unique :  
- Welf VII (mort à  Sienne 12 septembre 1167) et inhumé à Steingaden. Duc de Spolète de 1160 à sa mort.

## Sigillographie et emblématique
Dans les années 1150, Welf VI se dote d'un sceau équestre armorié, un des premiers dans le Saint-Empire, ce qui constitue une étape importante dans le processus de naissance des armoiries.

## Sources
- (it) Cet article est partiellement ou en totalité issu de l’article de Wikipédia en italien intitulé « Guelfo VI » (voir la liste des auteurs), édition du 9 avril 2014.
- (de) Welf VI. (1115-1191) Markgraf von Tuszien und Herzog von Spoleto.
- Joseph Calmette Le Reich allemand au Moyen Âge, Payot Paris 1951.
- (it) article Guelfo VI duca di Spoleto e margrave di Toscana de  dans enciclopedia italiana.